# Phyllanthus dictyophlebsis
Phyllanthus dictyophlebsis är en emblikaväxtart som beskrevs av Radcl.-sm.. Phyllanthus dictyophlebsis ingår i släktet Phyllanthus och familjen emblikaväxter.
Artens utbredningsområde är Tanzania. Inga underarter finns listade i Catalogue of Life.